# Anthemis werneri
Anthemis werneri là một loài thực vật có hoa trong họ Cúc. Loài này được Stoj. & Acht. mô tả khoa học đầu tiên năm 1941.